# Notolabrus cinctus
Notolabrus cinctus är en fiskart som först beskrevs av Hutton, 1877.  Notolabrus cinctus ingår i släktet Notolabrus och familjen läppfiskar. IUCN kategoriserar arten globalt som livskraftig. Inga underarter finns listade i Catalogue of Life.